# Trimezia guaricana
Trimezia guaricana är en irisväxtart som beskrevs av Pierfelice Ravenna. Trimezia guaricana ingår i släktet Trimezia och familjen irisväxter. Inga underarter finns listade i Catalogue of Life.